# ان‌جی‌سی ۳۹۷
ان‌جی‌سی ۳۹۷ (انگلیسی: NGC 397) نام یک کهکشان در صورت فلکی ماهی است.